# Euderma maculatum
Euderma maculatum — вид рукокрилих, родини Лиликові.

## Середовище проживання
Країни проживання: Канада, Мексика, Сполучені Штати Америки. Мешкає в посушливих місцях проживання, лісах, луках, болотах. Спочиває на невеликих тріщинах у скелях і кам'янистих оголеннях. Досягає 3000 м над рівнем моря, і знайдений навіть нижче рівня моря в пустелі Каліфорнії.

## Морфологія
Може досягати в довжину 12 см і мати розмах крил 35 см. Вуха довжиною до 4 см. Вага близько 15 гр. Має три примітні білі плями на чорній спині.

## Поведінка
Основна їжа: коники і метелики. Самиця народжує одне маля вагою 20 % від її ваги тіла як правило, близько червня. Молодь не має плям дорослих.